# Campionati sudcoreani di ski cross
I Campionati sudcoreani di ski cross sono una competizione sciistica che si svolge ogni anno, generalmente nel mese di marzo o aprile. Sono organizzati dalla Federazione sudcoreana di sci e decretano il campione e la campionessa sudcoreani di ski cross.

## Albo d'oro
| Edizione | Uomini        | Donne         |
| -------- | ------------- | ------------- |
| 2014     | Han Sang-Hyun | Ko Un-Sori    |
| 2015     | Park Hyun     | Kim Soo-Kyung |
| 2016     | Non disputati | Non disputati |
| 2017     | Non disputati | Non disputati |
| 2018     | Choi Ji-Hoon  | Kim Nari      |
| 2019     | Non disputati | Non disputati |
| 2020     | Non disputati | Non disputati |
| 2021     | Park Hyun (2) | Kang Rine     |
| 2022     | Park Hyun (3) | Kang Rine (2) |
| 2023     | Han San       | Kim Yumin     |
| 2024     | Kim Donghyeon | Kim Sodam     |
| 2025     | Lee Si Hu     | Yoo Seoyeon   |